# بنتازپام
بنتازپام (انگلیسی: Bentazepam) یک تینودیازپین است که یک آنالوگ بنزودیازپین به شمار می‌رود.
این دارو دارای خواص ضد اضطراب، ضد تشنج، آرام بخش و شل‌کننده عضلات اسکلتی است. بیشینه سرعت پلاسما در حدود ۲٫۵ ساعت پس از مصرف خوراکی به دست می‌آید. نیمه عمر حذف تقریباً بین ۲ تا ۴ ساعت است. بنتازپام به عنوان یک ضد اضطراب موثر است.
مصرف بیش از حد بنزودیازپین با بنتازپام ممکن است منجر به کما و نارسایی تنفسی شود. عوارض جانبی شامل خشکی دهان، خواب‌آلودگی، آستنی، سوء هاضمه، یبوست، حالت تهوع و کولیت لنفوسیتی ناشی از دارو با بنتازپام مرتبط است. آسیب شدید کبدی و هپاتیت نیز با بنتازپام همراه است. در حالی که نارسایی کبد ناشی از بنتازپام نادر است، نظارت بر عملکرد کبد برای همه بیمارانی که بنتازپام مصرف می کنند توصیه می‌شود.